# Szilva-farkincásboglárka
A szilva-farkincásboglárka (Satyrium pruni) a valódi lepkék (Glossata) alrendjébe sorolt boglárkalepkefélék (Lycaenidae) családjában a farkincás-rokonúak (Eumaeini) nemzetség egyik faja. Egyes források szilvafalepkének nevezik. A Magyar Természettudományi Múzeum nyilvántartásában egyszerűen „szilva-farkincás” néven szerepel.

## Származása, elterjedése
Eurázsiai faj; Anglia déli és Spanyolország északi részétől a Csendes-óceán partvidékéig megtalálható. A Japán-szigeteken négy rokonfaj:
- Satyrium jezoensis,
- Satyrium fentoni,
- Satyrium mera,
- Satyrium iyonis

helyettesíti.
Magyarországon általában ritka; csak ritkán tömeges. A Kárpát-medencében főleg annak déli részén él; észak felé jelentően megritkul.

## Megjelenése, felépítése
A két nem meglehetősen hasonló, de a hím első szárnyán nincs világos folt.
Szárnyának fesztávolsága 26–30 mm; a szárny fonákja bronzfényű barna. Felül mindkét ivar szárnya barna, a halvány narancsszínű szegélyfoltsor főként a hátsó szárny anális részén látható jól. Az első szárny fonákjának fehér harántvonalát belül rendkívül finom, kékesfekete harántvonalak szegélyezik. A külső szögletben a szegélyfoltsor jól látható. A hátsó szárny fonákján a szegélyfoltsor igen erős, a belső ívfoltok kerek pettyek, a narancsszínű szalag az egész szárnyon végigfut. A felszíni narancssárga foltok mérete változhat.
A hím első szárnyának felső szegélye 15–17 mm hosszú; rajta kerek, sötét illatfolt fejlődött ki. A hátsó szárny belső szögletében és a faroknyúlvány fölött nincs narancssárga folt. A nőstény mindkét szárnyának szegélyterét narancssárga foltok díszítik, belső és külső peremükön fekete pontokkal, amelyek mérete a belső szöglet felé nő.
A zöld hernyó hátoldalán sötét csík fut végig, és azt két oldalról barna bibircsek szegélyezik.

## Életmódja, élőhelye
Egy nemzedéke repül májustól július végéig. Ligetes, bokros helyeken, fölhagyott szőlőkben és gyümölcsösökben, erdőszéleken él. Kis területen mozognak, és azt nem hagyják el. Hím sokkal több van, mint nőstény, és a hímek őrzik területüket.
Az imágók szívesen szívogatnak a fagyal (Ligustrum spp.) és a bodza (Sambucus spp.) virágán. A legtöbbet akkor láthatjuk, amikor a fagyal virágzik. Délután általában leveleken sütkéreznek, ritkábban kerülnek szem elé.
A nőstények petéiket egyesével helyezik kökény (Prunus spinosa), besztercei szilva (Prunus domestica) vagy kék ringló (Prunus insititia) virágrügyes ágaira. A hernyók ezeken a növényeken táplálkoznak.

## Alfajok, változatok
Nagy ritkán egy-egy nőstény szárnyának fonákján a fehér csík és a szegélytér narancssárga szalagja közötti tér fehér — Satyrium pruni f. albofasciata

## Hasonló fajok
A hátsó szárny fonákjának élénk és széles szegélytéri szalagja, valamint a foltokat díszítő fekete pontok alapján könnyen meghatározható. Faunaterületünkön nincs hasonló faj.